# 리우데자네이루 메트로

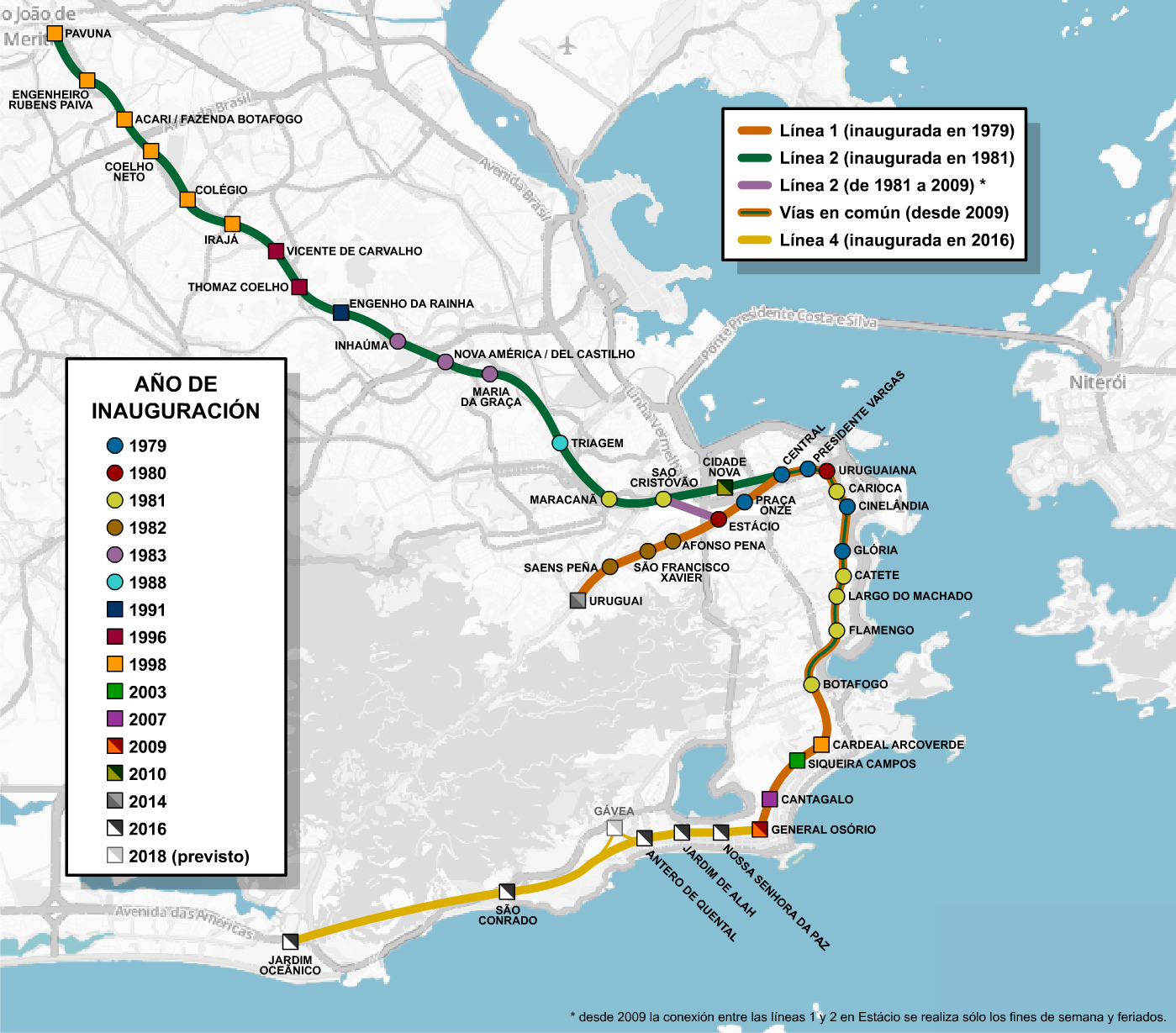
리우데자네이루 메트로 노선도

리우데자네이루 메트로(브라질 포르투갈어: Metrô do Rio de Janeiro 메트루 두 히우지자네이루)는 브라질 리우데자네이루에서 운행되는 지하철이다. 첫 번째 구간은 1979년에 개통하여 현재 3개 노선 47km, 34개 역을 가지고있다. 브라질에서 상파울루 지하철에 이어 제2 규모의 지하철이다. 1호선은 모든 구간이 지하이다. 2호선 일부 구간에서 지평을 달리고 있다.

## 역사

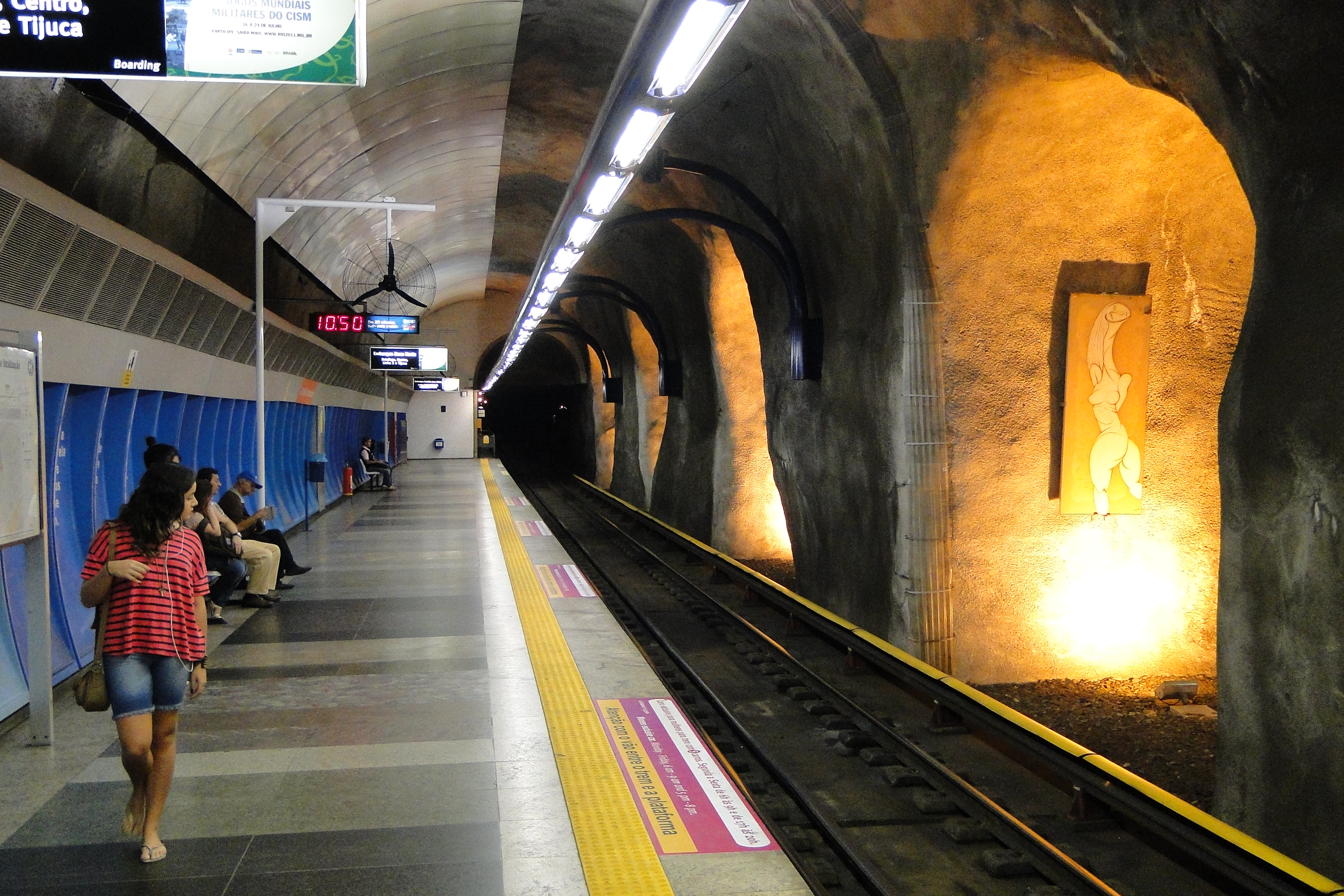
코파카바나에 위치한 카르데아우 아르코베르지 역 (별칭은 박쥐굴).

리우데자네이루는 브라질에서 두번째로 큰 도시이자 가장 유명한 관광 도시이다. 1950년 이후 리우데자네이루 시의 도로를 달리는 자동차 수는 급격히 증가했다. 리우데자네이루는 산맥과 대서양 사이의 언덕 지역에 걸쳐 있다. 그 때문에 도시 풍경은 상당히 울퉁불퉁하며, 전차가 지나다니기나 적합했던 비좁은 도로를 자동차나 버스로 통과해 이동하기에는 지나치게 많은 시간이 걸리게 되었다. 1960년대 초에 이르자 이 교통 체증과 대기 오염, 스모그는 리우 시의 심각한 문제로 떠올랐다. 이러한 문제들을 극복하기 위해 시 교통당국은 전차 교통망을 대폭 축소하고 지하철 체계로 대체하기로 결정했다.
1968년 12월 24일 주 조례 제1736호에 의거하여 리우데자네이루 지하철 공사 (Companhia do Metropolitano do Rio de Janeiro)가 설립됐다. 1975년 3월에는 법령 제 25호로 지하철 공사가 활동 효력을 가지게 되었다. 1970년 6월 23일, 자르징다글로리아 지역에서 지하철 공사가 시작됐다. 그러나 1971년부터 1974년까지는 예산 부족으로 건설 작업이 중단되었고 그로부터 1년 후에 다시 재개됐다. 이후 샤가스 프레이타스 시장이 재임중이던 1979년 3월에 리우데자네이루 지하철의 운영이 시작됐다. 개통 당시에는 프라사 온지 역, 센트라우 역, 프레지덴치 바르가스 역, 시넬란지아 역, 글로리아 역, 이렇게 다섯 역만 있었으며 오전 9시부터 오후 3시까지만 운행됐다.
개통 후 열흘 간 리우데자네이루 지하철은 50만 명 이상의 승객, 하루당 6000명 가량의 승객을 실어날랐다. 당시 지하철은 한 차량당 4칸, 평균 배차 시간은 8분으로 운영됐다. 같은 해 12월 즈음에는 운영시간을 토요일 포함 오후 11시로 확대됐다. 1980년 지하철망은 우루과이아나 역과 에스타시우 역이 문을 열면서 확대됐다. 두 역이 문을 열면서 승객 수요도 더욱 늘어나 차량칸 수를 4칸에서 6칸으로 확대할 수밖에 없었다.
1981년 1월에는 리우데자네이루 시내에 카리오카 역이 문을 열었다. 이 역은 현재 하루 평균 8000명이 이용하는 가장 승객 이용수가 큰 역이 되었다. 같은 해 말에는 카테치 역, 모후아줄 역 (현 플라멩구 역), 보타포구 역이 완공되었다. 1981년 11월에는 2호선 (Linha 2)이 상 크리스토방 역과 마라카낭 역 (마라카낭 스타디움), 총 2개 역으로 운행을 시작했다. 12월에는 1호선의 남부 구간이 전면 개통되어 라르구 두 마샤두 역이 문을 열었다. 1982년에는 1호선의 북쪽 연장 구간이 개통되어서 알폰수 페나 역, 상 프랑시스쿠 샤비에르 역, 사엥스 페냐 역이 영업을 개시했다.

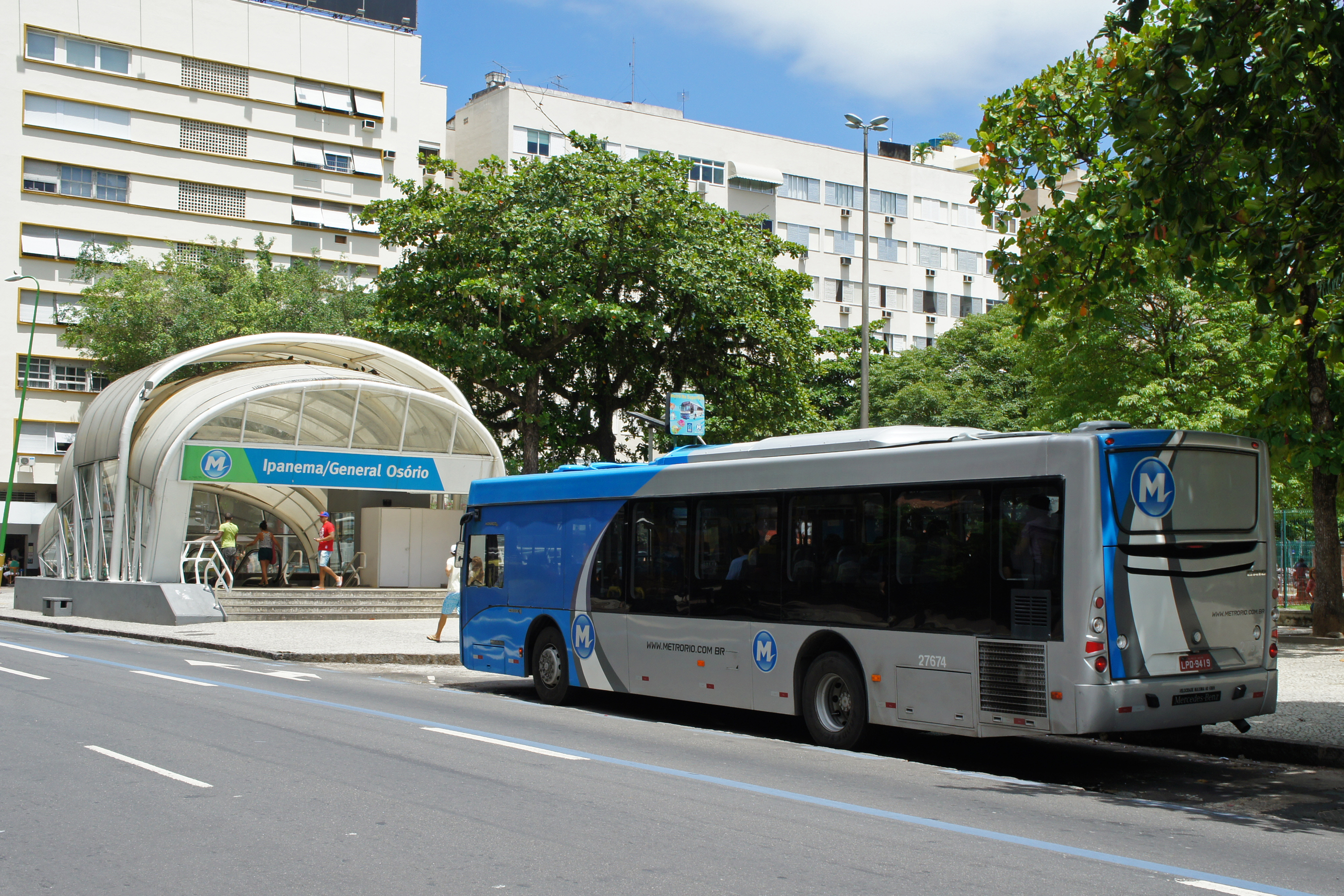
이파네마/제네라우 오소리우 역. 사진에 보이는 버스는 지상 메트로 버스로 지하 메트로 운영과 통합되어 운행되고 있다.

1983년 2호선을 이라자 역까지 연장하기로 확정되면서 2호선의 운영시간은 오전 6시부터 오후 2시까지로 조정됐다. 한달 후에는 오후 8시까지 확대하고 무료 버스 운행도 실시되어 에스타시우 역, 상 크리스토방 역, 마라카낭 역을 잇게 되었다. 공사가 마무리되면서 프리메트로 지하보도와 마리아 다 그라사 역, 데우 카스칠류 역, 이냐우마 역, 이라자 역이 완공됐다. 1984년에는 본격적인 2호선의 상업 운영이 시작되었고 평일 5분, 주말 5.5분의 배차 간격으로 운행되었다.
이후 1988년 7월에는 트리아젱 역까지 연장되었고 같은해 지하철과 일반 열차 통합 승차권이 발매되기 시작했다. 그 뒤를 이어 1991년에는 인제뉴 다 하이냐 역이 새로 개업했다. 1991년부터 1996년까지는 토마르 코엘류 역과 빈센치 다 카르발류 역이 차례로 문을 열었다. 이 기간 2호선의 역 수는 9개에 이르렀고 이동 시간은 6분으로 줄어들었다. 1998년 7월에는 리우 시의 오랜 동네인 코파카바나에 카르데아우 아르코베르지 역이 문을 열었고 이후 두달 간 이라자 역, 콜레지우 스역, 코엘류 네투 역, 인제녜이루 후벵스 파이바 역, 아카리파젠다 보타포구 역, 파부나 역, 총 5개 역이 새로 문을 열었다.
한편 1997년부터는 리우 카니발 축제 기간 동안 승객에 대비해 연속으로 열차를 운행하는 카니발 기간 운행 (Operação de Carnaval)이 개시됐다. 같은해 12월 리우데자네이루 지하철은 민영화 산업이 완료되었고 기존의 지하철 공사는 오포르트랑스 컨소시엄에 20년 만기로 이관되었고 지하철의 연장 공사는 리우데자네이루 시 당국이 리우 트릴류스 사를 통해 계속 맡게 되었다.

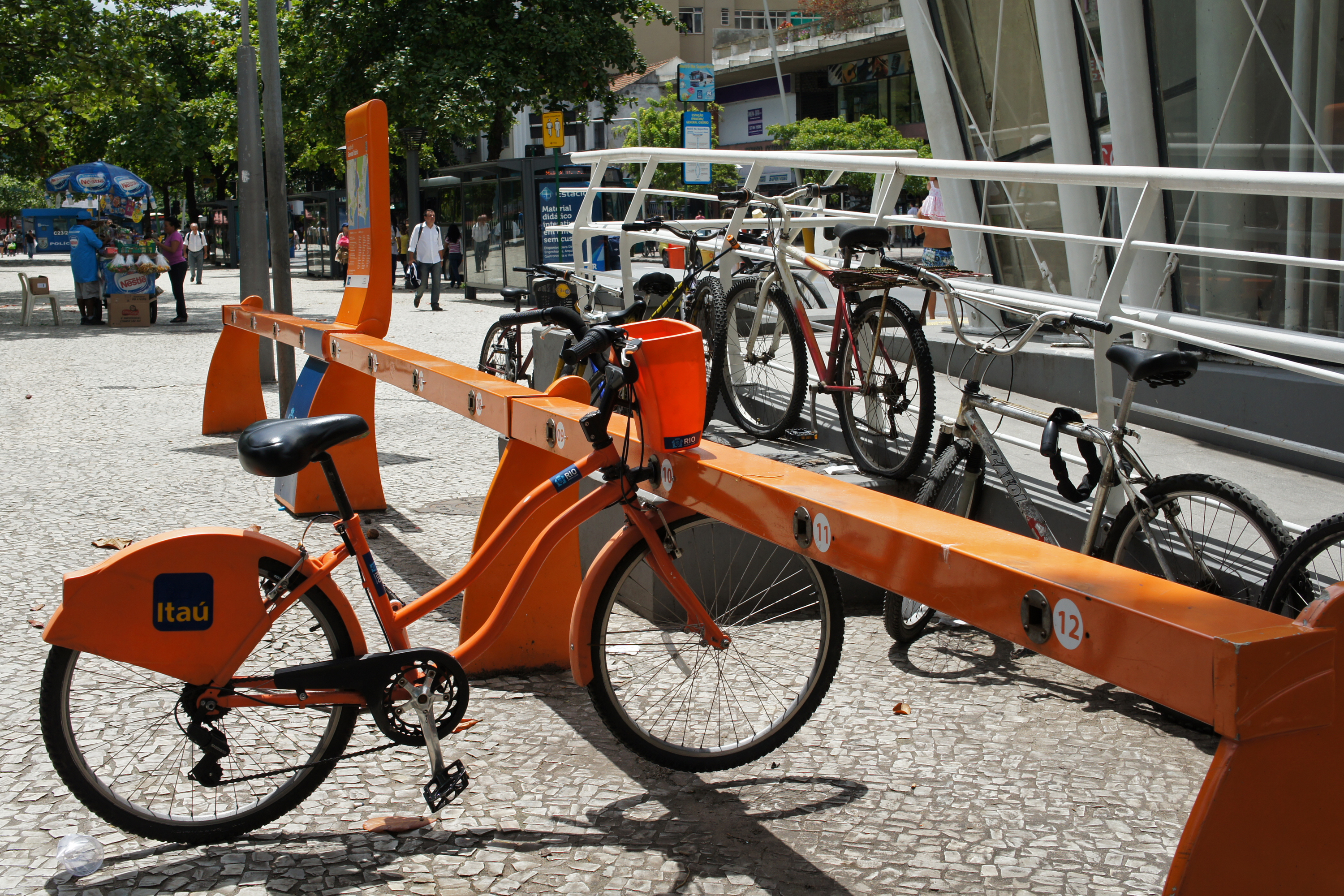
리우 지하철역에 배치된 자전거들.

2003년 시케이라 캄푸스 역이 코파카바나 지역에 새로 문을 열었다. 그 다음 역인 칸타젤루 역까지의 구간은 2006년 3월에 개통될 예정이었지만 재정 문제로 인해 그해 12월 15일로 연기됐다. 그 뒤 다시 한번 연기되었고 2007년 2월에 개통식을 열었다. 같은 시기 제네라우 오소리우 역까지 연장 구간 공사가 시작됐고 2009년 12월에 문을 열었다.
한편 2009년 12월, 상 크리스토방 역과 센트라우 역을 잇는 1호선의 지선인 1A선의 파부나 - 보타포구 구간이 개통됐다. 이를 통해 에스타시우 역의 승객 규모를 줄이고 1호선과 2호선 간의 환승 경로가 새로 생기면서 이동 시간을 13분까지 단축하게 되었다. 2010년 11월에는 시다지 노바 역이 프레지덴치 바르가스 대로에 새로 문을 열면서 리우데자네이루 시청을 연결하게 되었다.
2010년 6월, 새로운 노선인 4호선의 공사가 개시됐다. 4호선은 2016년 하계 올림픽의 대다수 종목이 열릴 바라다티주카와 이파네마를 이어준다. 올림픽을 앞두고 2016년 7월 30일에 개통됐다.

## 같이 보기
- 지하철 목록